# Phytotoma
Phytotoma là một chi chim trong họ Cotingidae.